# Subancistrocerus
Subancistrocerus är ett släkte av steklar. Subancistrocerus ingår i familjen Eumenidae.

## Dottertaxa tillSubancistrocerus, i alfabetisk ordning[1]
- Subancistrocerus abdominalis
- Subancistrocerus albocinctus
- Subancistrocerus angulatus
- Subancistrocerus angulicollis
- Subancistrocerus bambogensis
- Subancistrocerus budongo
- Subancistrocerus burensis
- Subancistrocerus camicrus
- Subancistrocerus clavicornis
- Subancistrocerus domesticus
- Subancistrocerus esakii
- Subancistrocerus giordanii
- Subancistrocerus imbecillus
- Subancistrocerus indochinensis
- Subancistrocerus kankauensis
- Subancistrocerus massaicus
- Subancistrocerus monstricornis
- Subancistrocerus nigritus
- Subancistrocerus obiensis
- Subancistrocerus palauensis
- Subancistrocerus redemptus
- Subancistrocerus reflexus
- Subancistrocerus sichelii
- Subancistrocerus similis
- Subancistrocerus solomonis
- Subancistrocerus spinicollis
- Subancistrocerus spinithorax
- Subancistrocerus thalassarctos
- Subancistrocerus tristis
- Subancistrocerus yapensis